# Ван Арендонк, Корнелис
Корнелис ван Арендонк (нидерл. Cornelis van Arendonk; 13 марта 1881, Хервейнен, Гелдерланд — 14 декабря 1946, Лейден, Южная Голландия) — нидерландский исламовед, лингвист-семитолог и востоковед-арабист, ординарный профессор Лейденской академии. Член-корреспондент Нидерландской королевской академии наук и искусств и один из авторов и соредакторов первого издания фундаментальной «Энциклопедии ислама». Известный специалист по истории Южной Аравии.

## Биография
Корнелис ван Арендонк родился 13 марта 1881 года в городке Хервейнен, что располагается в провинции Гелдерланд в Нидерландах. Он был старшим сыном оседлых фермеров и рано принял решение учиться богослужению, чтобы в дальнейшем стать протестантским теологом и священником. В возрасте 3 лет у Корнелиса открылась болезнь правого глаза, из-за чего он всю жизнь активно пользовался лишь левым. Этот недостаток мог культивировать в ван Арендонке его склонность к долгому самоанализу и критическому отношению к себе. По достижении возраста начала обучения будущий учёный поступил в гимназию в Кампене, где окончил своё среднее образование. В молодом возрасте он научился играть на фортепиано и рисовать несмотря на проблемы с глазом, а также стал членом теологического кружка «Боргер» в Утрехте. В 1899 году Корнелис стал студентом теологического факультета Утрехтского университета. Здесь он изучал иврит и через него проникся прочими семитскими языками. В первую очередь его интересовали уроки арабского, которые на тот момент там вёл Мартин Хаутсма. После долгих раздумий, Корнелис распрощался с первоначальными планами стать теологом и, сдав экзамены, отправился уже в Лейденскую академию, где стал изучать семитские языки (в первую очередь, арабский) под руководством Михаэла де Гуе, Оорта, Эртманса и Маркварта. В 1907 году его наставником по изучению арабского языка, а позже и по защите диссертации, стал Христиан Снук-Хюргронье, один из наиболее уважаемых его современников среди арабистов. В зарубежных университетах ван Арендонк никогда не работал и не учился, проведя всю свою карьеру в родных Нидерландах. Врождённая общительность помогла Корнелису завести много друзей в Лейдене и за его пределами. Одним из них стал его наставник, в компании которого он смог изучить многое из того, чего добились семитологи к началу его работы. Корнелис стал учеником Снук-Хюргронье и в его ораторской манере привязывать к себе учеников. Однако при этом «патриарх голландской науки» направлял его с «типичной голландской растерянностью». В 1914 году свет увидели письма ван Арендонка к востоковеду Игнацу Гольдциеру. Переписку с ним он вёл десятилетие.
Больше всего Корнелиса интересовала не политическая история исламских стран, а религиозная история самого ислама, особенно его менее распространённых чем суннизм течений. Это отразилось на выборе темы для диссертации, которой стала история династии Зиядидов, которая заложила основы той религии, что ныне исповедуется в Сане, и течения шиитов-зейдитов в Южной Аравии в целом. Диссертация получила название «Возникновение Зиядитского имамата в Йемене» (нидерл. De opkomst van het Zaidietische imamaat in Yemen). Эта работа, став единственной опубликованной за всю жизнь монографией Корнелиса, по оценке исламоведа Йоханнеса Крамерса, навсегда сделала ему имя авторитетного и солидного востоковеда. Она заинтересовала немало учёных за пределами Нидерландов так как ван Арендонку удалось при её подготовке проанализировать многие источники и не публиковавшиеся ранее рукописи, а через них — и историю и сами основы движения зейдитов. В дальнейшем диссертацию опубликовало издательство E.J. Brill в виде монографии в серии фонда де Гуе по рекомендации Снук-Хюргронье, который поставил ей высокую оценку, оценив необычную для столь молодого человека зрелость труда.
В своих дальнейших работах Корнелис придерживался давно заданных традиций востоковедения, однако особо не развивал их, в отличие от, в частности, своего сокурсника Арента Яна Венсинка. Однако это не помешало ему стать известным авторитетом в этой самой традиции, которая включала исследования не только политической и религиозной истории, но и географии. В дальнейшем Корнелис стал известным специалистом по географии Йемена.
Вскоре после защиты диссертации Корнелис сменил Теодора Йейнбола на посту адъютора библиотеки тестов Interpretis Legati WameriaIlii, которая на тот момент включала в себя также кураторство над библиотекой Лейденской академии. По словам Крамерса, это место ему отлично подошло, так как своей диссертацией он доказал умение работать с рукописями. Здесь ван Арендонк издал и выдал учёным для исследования множество пылившихся рукописей, что стало значительной частью его научного наследия. Он начал здесь работу над новой монографией, посвящённой рукописям, однако ему помешала закончить её то, что издание текста на ту же тему уже готовили другие учёные, а Корнелис не хотел дублирования. Ко словам Крамерса, хотя работа учёному подходила, она ему не нравилась, и его часто охватывало чувство неудовлетворённости ей, что мешало закончить многие брошенные на полпути издания и довести до конца свои исследования. Он относительно редко брался за крупные проекты и серьёзные статьи, а многие из тех, что он выпустил, попали в первое издание «Энциклопедии ислама», соредактором которого он также выступал. На последней должности он крайне щепетильно относился к качеству работ и предъявлял настолько высокие требования к публикуемым текстам, что это привело к замедлению процесса издания. Ван Арендонку пришлось отказаться от работы, поскольку он считал, что справляется с ней неудовлетворительно и только мешает коллегам. О таком же подходе свидетельствует и то, что он выпускал рукописи далеко не с первого издания, что далеко не каждая подготовленная им работа увидела свет и что редактируя другие работы он часто делал немногочисленные, но важные и серьёзные правки, относясь к ним настолько же щепетильно.
Хоть рукописи ван Арендонка и редко достигали печати, его работа, по словам Крамерса, «приносила пользу очень многим людям, которые контактировали с автором по долгу службы или в качестве друзей дома и за рубежом». Он не жалел себя и времени в попытках найти желаемую его коллегами информацию, в том числе в «сокровищах» коллекции «Legati WameriaIlii». В то же время в течение 20 лет он преподавал в Лейденской академии арабский язык, и по словам Крамерса, де-факто был её ординарным профессором. Коллегам его знания в языке порой казались безграничными.
Зиму 1927—1928 года Корнелис провёл в поездке по Египту, где собирал научный материал, который затем использовал и он сам, и другие авторы. Два года спустя «на него напала сердечная болезнь», от которой он уже не вылечился. Из-за этого рвение к работе сильно уменьшилось, однако ван Арендонк продолжал работу ординарным профессором и заведующим библиотеки в Лейдене, в первую очередь занимаясь именно второй работой. Его библиографические знания помогли продержать библиотеку в целостности и сохранности несмотря на немецкую оккупацию. По словам Крамерса, вместе с коллегой Герлофом ван Влотеном, Корнелис ван Арендонк был в своей время одним из наиболее значительных представителей востоковедения в Нидерландах. Он скончался вскоре после окончания войны, 14 декабря 1946 года. Пятью годами ранее его заслуги оценили, приняв членом-корреспондентом в Нидерландскую королевскую академию наук и искусств.

## Работы
Монографии
- Arendonk Cornelis van. De opkomst van het Zaidietische imamaat in Yemen (нид.). — Leiden: E.J. Brill, 1919. — XVI, 346 p. — (Publication of the De Goeje Fund).
  - Arendonk Cornelis van. Les Debuts de L'imamat Zaidite Au Yemen (фр.) / Jacques Ryckmans[вд]. — Leyde: E.J. Brill, 1960. — XVII, 378 p. — (Publication of the De Goeje Fund).

Издания и переводы
- Yūsuf b. Ismāʻīl al-Nabhānī[англ.]. al-Šaraf al-muʼabbad li-Āl Muḥammad (ар.) / Cornelis van Arendonk. — Leiden: Universiteit Leiden, 1309. — 144 с.

Статьи для ЭИ
- Ahl al-Bayt / van Arendonk C. // Encyclopaedia of Islam, First Edition (1913—1936) :  [англ.] : in 9 vol. / ed. by Th. Houtsma, T. W. Arnold, R. Basset. — Leiden : E.J. Brill, 1993. — Vol. 1. — ISBN 90-04-09796-1. (платн.)
- Futūwa / van Arendonk C. // Encyclopaedia of Islam, First Edition (1913—1936) :  [англ.] : in 9 vol. / ed. by Th. Houtsma, T. W. Arnold, R. Basset. — Leiden : E.J. Brill, 1993. — Vol. 1. — ISBN 90-04-09796-1. (платн.)
- Ibn K̲h̲ordād̲h̲beh / van Arendonk C. // Encyclopaedia of Islam, First Edition (1913—1936) :  [англ.] : in 9 vol. / ed. by Th. Houtsma, A. J. Wensinck, T. W. Arnold. — Leiden : E.J. Brill, 1993. — Vol. 2. — ISBN 90-04-09796-1. (платн.)
- Ibn Ḥad̲j̲ar / van Arendonk C. // Encyclopaedia of Islam, First Edition (1913—1936) :  [англ.] : in 9 vol. / ed. by Th. Houtsma, A. J. Wensinck, T. W. Arnold. — Leiden : E.J. Brill, 1993. — Vol. 2. — ISBN 90-04-09796-1. (платн.)
- Ibn Ḥad̲j̲ar al-ʿAsḳalānī / van Arendonk C. // Encyclopaedia of Islam, First Edition (1913—1936) :  [англ.] : in 9 vol. / ed. by Th. Houtsma, A. J. Wensinck, T. W. Arnold. — Leiden : E.J. Brill, 1993. — Vol. 2. — ISBN 90-04-09796-1. (платн.)
- Ibn al-Daibaʿ / van Arendonk C. // Encyclopaedia of Islam, First Edition (1913—1936) :  [англ.] : in 9 vol. / ed. by Th. Houtsma, A. J. Wensinck, T. W. Arnold. — Leiden : E.J. Brill, 1993. — Vol. 2. — ISBN 90-04-09796-1. (платн.)
- Ibn Rosta / van Arendonk C. // Encyclopaedia of Islam, First Edition (1913—1936) :  [англ.] : in 9 vol. / ed. by Th. Houtsma, A. J. Wensinck, T. W. Arnold. — Leiden : E.J. Brill, 1993. — Vol. 2. — ISBN 90-04-09796-1. (платн.)
- Ḥātim al-Ṭāʾī / van Arendonk C. // Encyclopaedia of Islam, First Edition (1913—1936) :  [англ.] : in 9 vol. / ed. by Th. Houtsma, A. J. Wensinck, T. W. Arnold. — Leiden : E.J. Brill, 1993. — Vol. 2. — ISBN 90-04-09796-1. (платн.)
- Ḥaiṣa Baiṣa / van Arendonk C. // Encyclopaedia of Islam, First Edition (1913—1936) :  [англ.] : in 9 vol. / ed. by Th. Houtsma, A. J. Wensinck, T. W. Arnold. — Leiden : E.J. Brill, 1993. — Vol. 2. — ISBN 90-04-09796-1. (платн.)
- Ḥammād al-Rāwiya / van Arendonk C. // Encyclopaedia of Islam, First Edition (1913—1936) :  [англ.] : in 9 vol. / ed. by Th. Houtsma, A. J. Wensinck, T. W. Arnold. — Leiden : E.J. Brill, 1993. — Vol. 2. — ISBN 90-04-09796-1. (платн.)
- al-Ḥādira / van Arendonk C. // Encyclopaedia of Islam, First Edition (1913—1936) :  [англ.] : in 9 vol. / ed. by Th. Houtsma, A. J. Wensinck, T. W. Arnold. — Leiden : E.J. Brill, 1993. — Vol. 2. — ISBN 90-04-09796-1. (платн.)
- al-Hamdānī / van Arendonk C. // Encyclopaedia of Islam, First Edition (1913—1936) :  [англ.] : in 9 vol. / ed. by Th. Houtsma, A. J. Wensinck, T. W. Arnold. — Leiden : E.J. Brill, 1993. — Vol. 2. — ISBN 90-04-09796-1. (платн.)
- Ibn Ḥawḳal / van Arendonk C. // Encyclopaedia of Islam, First Edition (1913—1936) :  [англ.] : in 9 vol. / ed. by Th. Houtsma, A. J. Wensinck, T. W. Arnold. — Leiden : E.J. Brill, 1993. — Vol. 2. — ISBN 90-04-09796-1. (платн.)
- Ibn Ḥazm / van Arendonk C. // Encyclopaedia of Islam, First Edition (1913—1936) :  [англ.] : in 9 vol. / ed. by Th. Houtsma, A. J. Wensinck, T. W. Arnold. — Leiden : E.J. Brill, 1993. — Vol. 2. — ISBN 90-04-09796-1. (платн.)
- Ibn Ḥazm / van Arendonk C. // Encyclopaedia of Islam, First Edition (1913—1936) :  [англ.] : in 9 vol. / ed. by Th. Houtsma, A. J. Wensinck, T. W. Arnold. — Leiden : E.J. Brill, 1993. — Vol. 2. — ISBN 90-04-09796-1. (платн.)
- Ibrāhīm B. Adham / van Arendonk C. // Encyclopaedia of Islam, First Edition (1913—1936) :  [англ.] : in 9 vol. / ed. by Th. Houtsma, A. J. Wensinck, T. W. Arnold. — Leiden : E.J. Brill, 1993. — Vol. 2. — ISBN 90-04-09796-1. (платн.)
- Ḥātim al-Tāʾī / van Arendonk C. // Encyclopaedia of Islam, First Edition (1913—1936) :  [англ.] : in 9 vol. / ed. by Th. Houtsma, A. J. Wensinck, T. W. Arnold. — Leiden : E.J. Brill, 1993. — Vol. 2. — ISBN 90-04-09796-1. (платн.)
- Ḥilf / van Arendonk C. // Encyclopaedia of Islam, First Edition (1913—1936) :  [англ.] : in 9 vol. / ed. by Th. Houtsma, A. J. Wensinck, T. W. Arnold. — Leiden : E.J. Brill, 1993. — Vol. 2. — ISBN 90-04-09796-1. (платн.)
- al-Ḥums / van Arendonk C. // Encyclopaedia of Islam, First Edition (1913—1936) :  [англ.] : in 9 vol. / ed. by Th. Houtsma, A. J. Wensinck, T. W. Arnold. — Leiden : E.J. Brill, 1993. — Vol. 2. — ISBN 90-04-09796-1. (платн.)
- al-Ibs̲h̲īhī / van Arendonk C. // Encyclopaedia of Islam, First Edition (1913—1936) :  [англ.] : in 9 vol. / ed. by Th. Houtsma, A. J. Wensinck, T. W. Arnold. — Leiden : E.J. Brill, 1993. — Vol. 2. — ISBN 90-04-09796-1. (платн.)
- Ibn Yaʿīs̲h̲ / van Arendonk C. // Encyclopaedia of Islam, First Edition (1913—1936) :  [англ.] : in 9 vol. / ed. by Th. Houtsma, A. J. Wensinck, T. W. Arnold. — Leiden : E.J. Brill, 1993. — Vol. 2. — ISBN 90-04-09796-1. (платн.)
- Kanīsa / van Arendonk C. // Encyclopaedia of Islam, First Edition (1913—1936) :  [англ.] : in 9 vol. / ed. by Th. Houtsma, A. J. Wensinck, T. W. Arnold. — Leiden : E.J. Brill, 1993. — Vol. 2. — ISBN 90-04-09796-1. (платн.)
- Ibn K̲h̲aldūn / van Arendonk C. // Encyclopaedia of Islam, First Edition (1913—1936) :  [англ.] : in 9 vol. / ed. by Th. Houtsma, A. J. Wensinck, T. W. Arnold. — Leiden : E.J. Brill, 1993. — Vol. 2. — ISBN 90-04-09796-1. (платн.)
- Ibn K̲h̲ālawaih / van Arendonk C. // Encyclopaedia of Islam, First Edition (1913—1936) :  [англ.] : in 9 vol. / ed. by Th. Houtsma, A. J. Wensinck, T. W. Arnold. — Leiden : E.J. Brill, 1993. — Vol. 2. — ISBN 90-04-09796-1. (платн.)
- Ibn Ḥad̲j̲ar al-Haitamī / van Arendonk C. // Encyclopaedia of Islam, First Edition (1913—1936) :  [англ.] : in 9 vol. / ed. by Th. Houtsma, A. J. Wensinck, T. W. Arnold. — Leiden : E.J. Brill, 1993. — Vol. 2. — ISBN 90-04-09796-1. (платн.)
- Kaisānīya / van Arendonk C. // Encyclopaedia of Islam, First Edition (1913—1936) :  [англ.] : in 9 vol. / ed. by Th. Houtsma, A. J. Wensinck, T. W. Arnold. — Leiden : E.J. Brill, 1993. — Vol. 2. — ISBN 90-04-09796-1. (платн.)
- K̲h̲as̲h̲abīya / van Arendonk C. // Encyclopaedia of Islam, First Edition (1913—1936) :  [англ.] : in 9 vol. / ed. by Th. Houtsma, A. J. Wensinck, T. W. Arnold. — Leiden : E.J. Brill, 1993. — Vol. 2. — ISBN 90-04-09796-1. (платн.)
- al-Suʿūdī / van Arendonk C. // Encyclopaedia of Islam, First Edition (1913—1936) :  [англ.] : in 9 vol. / ed. by Th. Houtsma, A. J. Wensinck, E. Levi-Provençal. — Leiden : E.J. Brill, 1993. — Vol. 3. — ISBN 90-04-09796-1. (платн.)
- S̲h̲arīf / van Arendonk C. // Encyclopaedia of Islam, First Edition (1913—1936) :  [англ.] : in 9 vol. / ed. by Th. Houtsma, A. J. Wensinck, E. Levi-Provençal. — Leiden : E.J. Brill, 1993. — Vol. 3. — ISBN 90-04-09796-1. (платн.)
- Salām / van Arendonk C. // Encyclopaedia of Islam, First Edition (1913—1936) :  [англ.] : in 9 vol. / ed. by Th. Houtsma, A. J. Wensinck, E. Levi-Provençal. — Leiden : E.J. Brill, 1993. — Vol. 3. — ISBN 90-04-09796-1. (платн.)
- Suʿūdī / van Arendonk C. // Encyclopaedia of Islam, First Edition (1913—1936) :  [англ.] : in 9 vol. / ed. by Th. Houtsma, A. J. Wensinck, E. Levi-Provençal. — Leiden : E.J. Brill, 1993. — Vol. 3. — ISBN 90-04-09796-1. (платн.)
- Yaḥyā b. Zaid al-Ḥusainī / van Arendonk C. // Encyclopaedia of Islam, First Edition (1913—1936) :  [англ.] : in 9 vol. / ed. by Th. Houtsma, A. J. Wensinck, H. A. R. Gibb. — Leiden : E.J. Brill, 1993. — Vol. 4. — ISBN 90-04-09796-1. (платн.)